# بارني تشايلدز
بارني تشايلدز (بالإنجليزية: Barney Childs)‏ هو ملحن أمريكي، ولد في 13 فبراير 1926، وتوفي في 11 يناير 2000 بسبب مرض باركنسون.

## وصلات خارجية
- بارني تشايلدز على موقع ميوزك برينز (الإنجليزية)
- بارني تشايلدز على موقع ديسكوغز (الإنجليزية)